# Большая Алабушка
Большая Алабушка — река в России, протекает в Тамбовской и Воронежской областях. Устье реки находится в 48 км по правому берегу реки Ворона. Длина реки составляет 61 км, площадь водосборного бассейна 364 км².

## Данные водного реестра
По данным государственного водного реестра России относится к Донскому бассейновому округу, водохозяйственный участок реки — Ворона, речной подбассейн реки — Хопер. Речной бассейн реки — Дон (российская часть бассейна).
Код объекта в государственном водном реестре — 05010200212107000006878.